# Skilsmässa på italienska
Skilsmässa på italienska (originaltitel: Divorzio all'italiana) är en italiensk komedifilm från 1961 i regi av Pietro Germi. Filmen räknas som en del av rörelsen commedia all'italiana. Den belönades med en Oscar för bästa originalmanus vid Oscarsgalan 1963 och var även nominerad i kategorierna för bästa manliga huvudroll (Marcello Mastroianni) och bästa regi (Pietro Germi).

## Rollista i urval
| Marcello Mastroianni | – Ferdinando Cefalù    |
| Daniela Rocca        | – Rosalia Cefalù       |
| Stefania Sandrelli   | – Angela               |
| Leopoldo Trieste     | – Carmelo Patanè       |
| Odoardo Spadaro      | – Don Gaetano Cefalù   |
| Margherita Girelli   | – Sisina               |
| Angela Cardile       | – Agnese               |
| Lando Buzzanca       | – Rosario Mulè         |
| Pietro Tordi         | – Advokat De Marzi     |
| Ugo Torrente         | – Don Calogero         |
| Antonio Acqua        | – Präst                |
| Bianca Castagnetta   | – Donna Matilde Cefalù |